# Campionato di calcio della Repubblica Socialista Sovietica d'Estonia 1965
Il Campionato di calcio della Repubblica Socialista Sovietica d'Estonia 1965 era la massima divisione del campionato estone ed era un campionato regionale sovietico. La vittoria finale andò al BLTSK che vinse il settimo titolo della sua storia.

## Formula
Era formato da dieci squadre: ogni formazione si incontrava le altre in gironi di andata e ritorno, per un totale di 18 incontri. Erano previsti due punti per la vittoria e uno per il pareggio.

## Classifica finale
|                       | Pos. | Squadra         | Pt | G  | V  | N | P  | GF | GS | DR  |
| --------------------- | ---- | --------------- | -- | -- | -- | - | -- | -- | -- | --- |
| RSS Estone (bandiera) | 1.   | BLTSK           | 32 | 18 | 14 | 4 | 0  | 56 | 8  | +48 |
|                       | 2.   | Dünamo Kopli    | 24 | 18 | 8  | 8 | 2  | 44 | 25 | +19 |
|                       | 3.   | Tempo Tallinn   | 24 | 18 | 10 | 4 | 4  | 32 | 17 | +15 |
|                       | 4.   | Norma Tallinn   | 22 | 18 | 8  | 6 | 4  | 39 | 20 | +0  |
|                       | 5.   | PK Kohtla-Järve | 20 | 18 | 8  | 4 | 6  | 32 | 24 | +8  |
|                       | 6.   | Kreenholm Narva | 18 | 18 | 8  | 2 | 8  | 27 | 33 | -6  |
|                       | 7.   | Kalev Pärnu     | 16 | 18 | 5  | 3 | 10 | 24 | 35 | -9  |
|                       | 8.   | RT Tartu        | 13 | 18 | 5  | 3 | 10 | 25 | 41 | -16 |
|                       | 9.   | Kalev Valga     | 7  | 18 | 2  | 3 | 13 | 14 | 29 | -25 |
|                       | 10.  | EAT Tallinn     | 4  | 18 | 1  | 2 | 15 | 11 | 72 | -61 |